# Лыткино (Тульская область)
Лыткино — деревня в составе муниципального образования город Алексин Тульской области России.

## География
Деревня находится в северо-западной части Тульской области, в пределах северо-восточного склона Среднерусской возвышенности, в подзоне широколиственных лесов, к северу от автодороги 70К-012, на расстоянии примерно 13 километров (по прямой) к северо-востоку от города Алексина, административного центра округа. Абсолютная высота — 200 метров над уровнем моря.
Климат
Климат характеризуется как умеренно континентальный, с ярко выраженными сезонами года. Средняя температура воздуха летнего периода — 16 — 20 °C (абсолютный максимум — 38 °С); зимнего периода — −5 — −12 °C (абсолютный минимум — −46 °С). Снежный покров держится в среднем 130—145 дней в году. Среднегодовое количество осадков — 650—730 мм.
Часовой пояс
Деревня Лыткино, как и вся Тульская область, находится в часовой зоне МСК (московское время). Смещение применяемого времени относительно UTC составляет +3:00.

## История
В XVII — начале XVIII в. Лыткино входило в состав Сотинского стана Алексинского уезда.
Согласно писцовой книге 1628 г. сельцо находилось во владении Константина Михайловича Ивашкина и Ивана Никифоровича Давыдова.
Согласно переписной книге 1646 г. сельцо находилось во владении Матвея Андреевича Ивашкина, Кузьмы и Михаила Ивановичей Давыдовых.
Согласно писцовой книге 1685 г. Лыткино — во владении наследников Константина Михайловича Ивашкина: Саввы Андреевича Ивашкина, Аграфены Матвеевны (Ивашкиной?), Романа Игнатьевича Жемчужникова, стольника Фёдора Григорьевича Давыдова.
По ревизии 1709 г. Лыткиным владели несколько помещиков.:
- Федосья Васнецова, жена Андреяна Лукина Бобрищева-Пушкина
- Карпов Семен Прокофьевич
- Жемчужников Роман Игнатьевич
- Давыдов Федор Григорьевич
- Давыдов Варфоломей Денисович
- Давыдов Роман Денисович

В конце XVIII в. часть крестьян Лыткина принадлежит надворному советнику Александру Ивановичу Данилову, а часть приобретает и переселяет в с. Епишково майор Асаф (Иоасаф) Дмитриевич Епишков. В 1811, 1816 и 1834 гг. сельцо принадлежит штабс-капитану Дмитрию Ивановичу Карпову. По последней до крестьянской реформы ревизии 1858 г. Лыткино принадлежит Петру Николаевичу Аксакову.
С конца XVIII в. и до революции 1917 г. деревня Лыткино входила в состав Сотинской волости Алексинского уезда. Прихожане были приписаны к церкви в с. Сотино.

## Население
| 2010 |
| ---- |
| 2    |

Половой состав
По данным Всероссийской переписи населения 2010 года в гендерной структуре населения мужчины составляли 100 %.
Национальный состав
Согласно результатам переписи 2002 года, в национальной структуре населения русские составляли 100 % из 4 чел.